# Humbert Achamer-Pifrader
 (avril 2021).
Si vous disposez d'ouvrages ou d'articles de référence ou si vous connaissez des sites web de qualité traitant du thème abordé ici, merci de compléter l'article en donnant les références utiles à sa vérifiabilité et en les liant à la section « Notes et références ».
Humbert Achamer-Pifrader (21 novembre 1900 - 25 avril 1945) était un juriste autrichien et un membre de la SS. Il a commandé l'Einsatzgruppe A de septembre 1942 à septembre 1943.

## Jeunesse et carrière
Humbert Achamer-Pifrader naît le 21 novembre 1900 à Teplitz en royaume de Bohême. Sa mère était Élisabeth Pifrader. Humbert s'engage dans l'armée et combat un an sur le front italien pendant la Première Guerre mondiale. En 1926, il est engagé par Otto Steinhäusl (en) dans le quartier général de la police à Salzbourg et est transféré dans la fonction publique après deux années de formation militaire et technique. En plus de ses activités professionnelles, il étudie le droit et la science politique à l'Université d'Innsbruck, où il obtient son doctorat en droit le 7 juillet 1934.
Achamer-Pifrader rejoint le parti nazi autrichien le 10 novembre 1931 (membre n ° 614 104). En juin 1935, il quitte l'Autriche pour l'Allemagne en raison du rejet du national-socialisme présente dans son pays. Il rentre immédiatement au service de la Police politique de Bavière. Début septembre 1935, il rejoint la SS (membre n ° 275 750) et monte en grade rapidement. En avril 1936, il est transféré dans la Gestapo à Berlin, où il travaille sur les « affaires autrichiennes ».
Après le début de la Seconde Guerre mondiale, Achamer-Pifrader est chef de la Gestapo à Darmstadt. Il est promu au grade de SS-Standartenführer en 1941. À partir de juillet 1942, il est chef de la Sicherheitspolizei et du SD à Wiesbaden. En septembre 1942, il succède à Heinz Jost à la tête de l'Einsatzgruppe A qui travaille sur les arrières du groupe d'armées Nord, en Russie, à l'élimination des Juifs et des partisans. Pendant une période, il est commandant de la police de sécurité à Riga.
Il est promu SS-Oberführer le 1er janvier 1943 et il est décoré le 31 août 1943 de la Croix de fer 1re classe et de la Croix du Mérite de guerre pour ses remarquables actions de lutte anti-partisans. En 1944, il retourne au RSHA à Berlin où il prend la direction d'une section de l'Unité IV B.
Il est tué à Linz lors d'un bombardement le 25 avril 1945. Il laisse derrière lui sa femme, Maria Hauser (née en 1906 à Salzbourg), qu'il a épousée en 1929, et trois enfants.